# Kelis Was Here
Kelis Was Here ist das vierte Studioalbum von Kelis. Es wurde am 22. August 2006 weltweit veröffentlicht. Das Album platzierte sich gleich in der ersten Woche auf Platz 10 der Billboard Charts und ist damit Kelis erfolgreichste Platte in den USA. 2007 erhielt das Album eine Nominierung als Best Contemporary R&B Album für die Grammy Awards.

## Produktion
Mit Kelis Was Here wendet sich Kelis Rogers erstmals von den The Neptunes, den Produzenten ihrer drei vorherigen Alben ab. Stattdessen konnte sie Produzenten wie will.i.am, Scott Storch und Cool & Dre für sich gewinnen. Executive Producer war Kelis.

## Album
Kelis lässt in diesem Album neben R&B- und Hip-Hop-Elementen Funk und 80er Jahre Pop einfließen. Eine Besonderheit von Kelis Was Here ist die Veröffentlichung zweier verschiedener Versionen für den amerikanischen und europäischen Markt.

### Europäische Version
| #   | Titel                            | Länge |
| --- | -------------------------------- | ----- |
| 1.  | Intro                            | 1:27  |
| 2.  | Blindfold Me (feat. Nas)         | 4:19  |
| 3.  | Bossy (feat. Too $hort)          | 4:34  |
| 4.  | Fire (feat. Spragga Benz)        | 3:31  |
| 5.  | I Don’t Think So                 | 3:02  |
| 6.  | Weekend (feat. Will.i.am)        | 4:42  |
| 7.  | Trilogy                          | 3:56  |
| 8.  | Appreciate Me                    | 4:02  |
| 9.  | Till the Wheels Fall Off         | 4:13  |
| 10. | Handful                          | 2:59  |
| 11. | Aww Shit! (feat. Smoke)          | 4:09  |
| 12. | What’s That Right There          | 4:17  |
| 13. | Circus                           | 4:40  |
| 14. | Lil Star (feat. CeeLo Green)     | 4:55  |
| 15. | Like You                         | 3:00  |
| 16. | Living Proof                     | 3:41  |
| 17. | Goodbyes                         | 4:42  |
| 18. | Have a Nice Day                  | 6:33  |
| 19. | Fuck Them Bitches [Hidden Track] | 3:49  |

### Amerikanische Version
| #   | Titel                            | Länge |
| --- | -------------------------------- | ----- |
| 1.  | Intro                            | 1:27  |
| 2.  | Bossy (feat. Too $hort)          | 4:34  |
| 3.  | What’s That Right There          | 4:17  |
| 4.  | Till the Wheels Fall Off         | 4:13  |
| 5.  | Living Proof                     | 3:41  |
| 6.  | Blindfold Me                     | 3:48  |
| 7.  | Goodbyes                         | 4:42  |
| 8.  | Trilogy                          | 3:56  |
| 9.  | Circus                           | 4:40  |
| 10. | Weekend                          | 4:42  |
| 11. | Like You                         | 3:00  |
| 12. | Aww Shit! (feat. Smoke)          | 4:09  |
| 13. | Lil Star (feat. CeeLo Green)     | 4:55  |
| 14. | I Don’t Think So                 | 3:02  |
| 15. | Handful                          | 2:59  |
| 16. | Appreciate Me                    | 4:02  |
| 17. | Have a Nice Day                  | 6:33  |
| 18. | Fuck Them Bitches [Hidden Track] | 3:48  |

### Singles
Die erste Single aus dem Album war Bossy. Der Track, auf dem sie von Too Short unterstützt wird, kam im Mai 2006 in den USA auf den Markt. Dort konnte er sich 20 Wochen in den Charts halten und erreichte Platz 16. Damit ist Bossy, nach Milkshake von ihrem Vorgänger Tasty, Kelis zweiterfolgreichste Singleauskopplung. In Europa wurde der Song am 4. September 2006 veröffentlicht. In Deutschland erreichte Bossy Platz 64 der Single-Charts.
Produziert wurde Bossy von Shondrae Bangladesh Crawford. Geschrieben wurde er neben Kelis unter anderem von Sean Garrett.

## Besetzung
- Dawn Beckman – Chor
- Renee Bowers – Chor
- Renato Brasa – Percussion
- Kerry Braxton – Chor
- Jason Brown – Chor
- Joseph Edwards – Chor
- Jim Gilstrap – Chor
- Julio Handson – Chor
- Keith Harris – Bass
- Bobby Ozuna – Bercussion, Turntables
- John Patrick – Chor
- Chuck Prada – Percussion
- Sandra Riley – Chor
- Raphael Saadiq – Bass
- Erika Schmidt – Chor
- will.i.am – Chor